# オラフ・ルンダネス
オラフ・ルンダネス（Olav Lundanes、1987年11月11日 - ）は、ノルウェーのオリエンテーリング選手で、ジュニア時代から目覚ましい活躍をみせている、世界トップレベルの競技者の一人である。ハルデン在住であり、強豪クラブのHalden SKに所属している。

## 実績

### ジュニア選手として
前述の通りオラフ・ルンダネスはジュニア時代から抜群の成績を残してきた選手の一人である。その始まりは2005年にスイスで開催されたジュニア世界選手権（JWOC）であり、ロング競技とリレー競技の2種目で金メダルを獲得。翌2006年にリトアニアで開催されたJWOC2006でもロング競技で銀メダル、ミドル競技とリレー競技で銅メダルを獲得すると、2007年にオーストラリアで開催されたJWOC2007においてはロング競技とミドル競技で金メダル、スプリント競技とリレー競技で銀メダルと、4種目すべてで優勝争いをみせる圧倒的な成績を残してジュニア時代を終えた。ノルウェー国内でもジュニアクラスにおいて圧倒的な成績を残したことは言うまでもない。

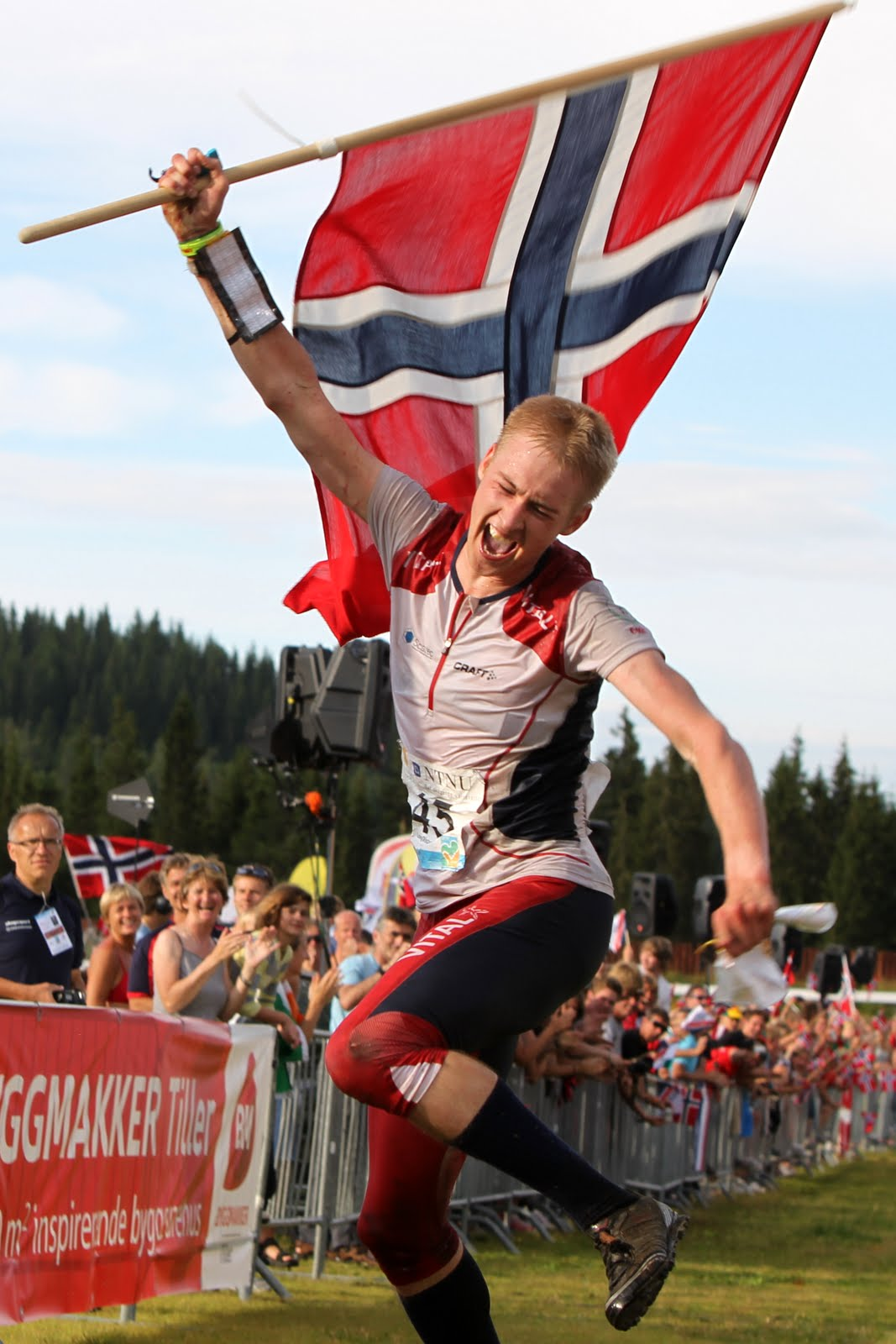
WOC2010ロング競技でのウィニングラン

### シニア選手として
目覚ましい活躍を見せたJWOC2007と同年（2007年）、ウクライナのキエフにて開催された世界選手権（WOC）のスプリント競技に出場し36位となった。シニアの壁を感じながらも手応えをつかんだルンダネスは、2008年こそWOCに出場できなかったものの、ヨーロッパ選手権（EOC）に出場し、ロング競技で19位となった。そして2009年にハンガリーのミシュコルツで開催されたWOCに2年ぶりに出場するとロング競技で7位、スプリント競技では2年前の順位を大きく更新する4位となり、同年のワールドカップ総合順位も10位となる。こうして入賞争いをする上位選手の仲間入りを果たすと、地元ノルウェーのトロンハイムで開催されたWOC2010では同じくノルウェーの有力選手であるen:Anders Nordbergや、フランスのエースであるティエリー・ジョルジュを制してロング競技で優勝、リレー競技でも2位となった。以降は常に第一線で争うようになり、フランスのサヴォワで開催されたWOC2011では銀メダルと銅メダルを1枚ずつ、スイスのローザンヌで開催されたWOC2012では金メダルと銀メダルを1枚ずつ獲得している。